# Josef Valčík
Josef Valčík (Valašské Klobouky, 2 november 1914 - Praag, 18 juni 1942) was een Tsjecho-Slowaakse sergeant die was betrokken bij operatie Anthropoid, de liquidatie van een van de belangrijkste leiders van nazi-Duitsland: Reinhard Heydrich.
Eind 1941 landden Josef Valčík en enkele anderen parachutisten in het Protectoraat Bohemen en Moravië, met de opdracht een geheime zender in het door de Duitsers bezette gebied te plaatsen, waardoor contact tussen het verzet en de geallieerden mogelijk zou worden. Valčík raakte echter de andere leden van de groep kwijt en hij besloot uiteindelijk naar Praag te gaan. Hier kwam hij in contact met Jozef Gabčík en Jan Kubiš, die als parachutisten in hetzelfde Britse vliegtuig als hij hadden gezeten en de opdracht hadden om Reichsprotektor Reinhard Heydrich te vermoorden. Op 27 mei 1942, de dag van de aanslag, stond Valčík op de uitkijk om de anderen te waarschuwen wanneer Heydrich in zijn open auto zou arriveren. Kort nadat Valčík het sein had gegeven wierp Jan Kubiš een antitankgranaat naar de auto en verwondde Heydrich zwaar, waardoor deze enkele dagen later in een ziekenhuis overleed. De nazi-autoriteiten hielden de weken daarna een klopjacht op de mannen. Na het verraad van Karel Čurda werden ze samen met vier andere paratroepen in de Sint-Cyrillus-en-Methodiuskerk in Praag gevonden. De zeven mannen wisten bijna acht uur stand te houden tegen de overmacht van achthonderd SS'ers, maar uiteindelijk zagen zij zich genoodzaakt zelfmoord te plegen om arrestatie te voorkomen. Een straat in Praag vlak bij de plaats van de aanslag op Heydrich is vernoemd naar Valčík.

## Militaire loopbaan
- Soldaat: 1 oktober 1936
- Korporaal:
- Sergeant:
- Tweede luitenant (Poručík): 1 september 1945 (Postuum)[2]
- Kapitein (Kapitán): 1 december 1945 (Postuum)[2]
- Kolonel (Plukovník): 24 juni 2002 (Postuum)[2]

## Onderscheidingen
- Oorlogskruis 1940 op 16 januari 1942[2], 28 oktober 1942[2] en 20 oktober 1945[2]
- Herinneringsmedaille van het Tsjecho-Slowaakse leger in het buitenland met gesp(en) "Verenigd Koninkrijk" en "Frankrijk" op 7 maart 1944[2]
- De Gouden Ster in de Orde van de Vrijheid in 1949[2]
- Orde van de Rode Vlag in 1968[2]
- Kříž obrany státu van de Minister van Defensie van de Tsjechische Republiek in 2010 (Postuum)[3]